# 박기춘
박기춘(朴起春, 1956년 3월 21일~)은 대한민국의 정치인으로, 제17·18·19대 국회의원이다.

## 학력
- 광동고등학교 졸업
- 대진대학교 행정학 학사
- 대진대학교 대학원 행정학 석사
- 한국방송통신대학교 법학 학사
- 고려대학교 대학원 정치학 석사
- 경희대학교 대학원 행정학 박사

## 경력
- 농협근무(1977)
- 육군 만기제대
- 농협 복직
- 13,14대 국회 입법보좌관
- 민주자유당 경기도 지부 청년분과위원장
- 민주자유당 경기도 지부 남양주시 지구당 조직부장 및 사무국장
- 1995년 6월 27일: 제1회 전국동시지방선거 당선(민선 1기, 경기 남양주시 제5선거구, 민주자유당, 초선)
- 제4대 경기도의회 의원(민선 1기, 경기 남양주시 제5선거구, 민주자유당→신한국당→한나라당→무소속→새정치국민회의, 초선, 1995~1998)
- 경기도의회 신한국당 원내수석부총무
- 경기도의회 운영위원회 간사
- 경기도의회 예산결산위원회 간사
- 1998년 6월 4일: 제2회 전국동시지방선거 당선(민선 2기, 경기 남양주시 제5선거구, 새정치국민회의, 재선)
- 제5대 경기도의회 의원(민선 2기, 경기 남양주시 제5선거구, 새정치국민회의→새천년민주당, 재선, 1998~2002)
- 경기도의회 내무자치행정위원회 위원장
- 경기도의회 새천년민주당 원내총무 및 대표의원 역임
- 경기도의회 운영위원회 위원장
- 남양주시장 선거 낙선(2002)
- 열린우리당 남양주지구당 창당(2003)
- 2004년 4월 15일: 대한민국 제17대 국회의원 선거 당선(경기 남양주시 을, 열린우리당, 초선)
- 제17대 국회의원(경기 남양주시 을, 열린우리당→대통합민주신당→통합민주당, 초선, 2004~2008)
- 열린우리당 사무처장(2005)
- 열린우리당 사무총장 권한대행(2006)
- 국회 행정자치위원회 간사(2006~2008)
- 국회 윤리특별위원회 간사(2006~2008)
- 대통합민주신당 예산결산위원장(2007~2008)
- 2008년 4월 9일: 대한민국 제18대 국회의원 선거 당선(경기 남양주시 을, 통합민주당, 재선)
- 제18대 국회의원(경기 남양주시 을, 통합민주당→민주당→민주통합당, 재선, 2008~2012)
- 민주당 경기도당 위원장(2008)
- 민주당 원내수석부대표(2009)
- 국회운영위원회 간사(2009~2011)
- 국회 국토해양위원회 간사(2010~2012)
- 민주당 경기도당 남양주시 을 지역위원회 위원장(2008~2011)
- 2012년 4월 11일: 대한민국 제19대 국회의원 선거 당선(경기 남양주시 을, 민주통합당, 3선)
- 제19대 국회의원(경기 남양주시 을, 민주통합당→민주당→새정치민주연합→무소속, 3선, 2012~2016)
- 민주통합당 경기도당 남양주시 을 지역위원회 위원장(2012~2013)
- 민주통합당 원내수석부대표(2012)
- 민주통합당 원내대표(2012~2013)
- 국회운영위원회 간사(2012)
- 인하대학교 겸임교수(2012)
- 민주통합당 비상대책위원장(2013)
- 민주당 경기도당 남양주시 을 지역위원회 위원장
- 민주당 원내대표(2013)
- 민주당 사무총장(2013)
- 새정치민주연합 경기도당 남양주시 을 지역위원회 위원장(2014~2015)
- 국회 국토교통위원회 위원장(2014~2015)
- 새정치민주연합 탈당(2015)
- 정계 은퇴(2016)
- 더불어민주당 복당(2017)
- 남양주시 태권도협회장
- 한국리틀야구연맹 명예회장
- 남양주시각장애인협회 후원회장
- 노인게이트몰협회 후원회장
- 남양주시 YMCA 창립이사
- 남양주시 YMCA 장기발전위원장
- 안산도시개발 공동대표
- 우솔 대표이사
- 강릉로타리클럽 회장
- 강원대학교 행정학과 초빙교수
- 경복대학교 복지행정과 초빙교수
- 농협대학교 석좌교수

## 수상
- NGO모니터단(270여개시민단체구성)선정 국정감사 우수(모범)국회의원상 6년연속 수상(2009, 2010, 2011, 2012, 2013, 2014)
- 19대국회 의정활동평가 국회의원헌정대상 2013년, 2014년, 2015년 3년 연속 수상(법률소비자연맹)
- 행정자치위원회 최우수의원 선정(경향신문)
- 제7회 중부 율곡대상 수상(국가정치부문)
- 다산문화대상 본상 수상(의정부문)
- 농협 농민봉사상 수상
- 재향군인회 대휘장 수상
- 국기원원장 표창 수상
- 경복대 설립자 우당대상 수상
- 2011 대한민국 지도자 대상(의정활동부문, 대한매일)
- 18대국회 의정활동평가, 대한민국헌정우수상 수상(법률소비자연맹)
- 2012년, 2013년, 2014년 <건설경제>선정 국정감사우수의원상 2년연속 수상
- 2011 민주통합당 선정 국정감사(국토해양위원회)최우수의원상 수상
- 2012 민주통합당 선정 국정감사(국토해양위원회)우수의원상 수상
- 2013 민주당 선정 국정감사(국토교통위원회)우수의원상 수상
- 2012 제14회 백봉신사상 수상
- 2012 정당추천 입법 및 정책개발 우수국회의원상 수상(국회의장)
- 2013년, 2014년, <수도권일보, 시사뉴스 선정> 베스트 국감 스타상 2년연속 수상
- 2013 국회의원 아름다운 말 선플상 수상(전국 청소년 선플 SNS 기자단 선정)
- 2013「사회통합(사회발전분야)」올해의 닮고 싶은 인물상 수상(전국NGO단체연대)
- 2014 대한민국 국회의원 의정대상(대한민국 국회의원 의정대상 선정위원회)
- 2014 입법 및 정책개발 우수국회의원상 수상(국회의장)
- 2014 대한민국 대표 공헌대상 수상(생명운동 한국NGO연합회,국제자원봉사 총연합회, 대한민국 신문기자협회)
- 2014 대한민국 우수국회의원대상 최고대상 수상(사.한국언론사 협회, 사.희망시민연대)
- 2014 대한민국 국정감사 최우수 상임위원장상 수상(시민과 직능소상공인을 위한 유권자시민행동)
- 2015 대한민국 유권자대상 수상(시민과 직능소상공인을 위한 유권자시민행동)

## 가족
- 배우자: 이민숙
- 자녀: 2남

## 역대 선거 결과
|  | 61.10% |

|  | 0% |

|  | 32.68% |

|  | 47.58% |

|  | 46.18% |

|  | 56.67% |

## 소속 정당
| 소속 정당 | 소속 정당      | 소속 기간 | 비고      |
| --------- | -------------- | --------- | --------- |
|           | 민주정의당     | 1985~1990 | 정계 입문 |
|           | 민주자유당     | 1990~1995 | 합당      |
|           | 신한국당       | 1995~1997 | 당명 변경 |
|           | 한나라당       | 1997~1998 | 합당      |
|           | 무소속         | 1998      | 탈당      |
|           | 새정치국민회의 | 1998~2000 | 입당      |
|           | 새천년민주당   | 2000~2003 | 합당      |
|           | 무소속         | 2003      | 탈당      |
|           | 열린우리당     | 2003~2007 | 창당      |
|           | 대통합민주신당 | 2007~2008 | 합당      |
|           | 통합민주당     | 2008      | 합당      |
|           | 민주당         | 2008~2011 | 당명 변경 |
|           | 민주통합당     | 2011~2013 | 합당      |
|           | 민주당         | 2013~2014 | 당명 변경 |
|           | 새정치민주연합 | 2014~2015 | 합당      |
|           | 무소속         | 2015~2017 | 탈당      |
|           | 더불어민주당   | 2017~현재 | 복당      |

## 같이 보기
- 남양주시 을
- 남양주시의 국회의원